# Tigo (Panamá)
Tigo Panamá (legalmente Millicom Tigo Panamá S.A.) es una empresa panameña y anteriormente una filial de la empresa multinacional Telefónica. La compañía opera en el mercado de las telecomunicaciones panameñas desde el 5 de abril de 2005 bajo el sello comercial Movistar, después del cambio de nombre de la antigua Bellsouth. El 29 de agosto de 2019, Telefónica vendió Movistar Panamá a la empresa europea luxemburguesa Millicom International Cellular, S.A. El 26 de agosto de 2020 pasó a llamarse Tigo Panamá.

## Historia
BellSouth, que hasta diciembre de 2004 tenía 626 mil clientes, fue adquirida por Telefónica Móviles de España, perteneciente al Grupo Telefónica, por un monto de 657 millones de dólares. Este cambio de nombre no implicaba ninguna modificación para los clientes de BellSouth; no tendrían que cambiar ni de número ni de teléfono.
El 8 de abril de 2008, Movistar se convirtió en la primera empresa de telefonía móvil en ofrecer a sus clientes el servicio de roaming prepago desde y hacia Panamá, Nicaragua, El Salvador, Guatemala y México.
El 3 de diciembre de 2008, Movistar lanzó la red 3.5G, siendo la primera en brindar esa cobertura en Panamá y permitiendo una mayor conectividad en internet móvil.
El 15 de junio de 2009, Movistar amplió su cobertura 3.5G mediante la instalación de 7 nuevas radio bases en las provincias de Panamá, Coclé y Chiriquí.
En junio de 2011, se lanzó la nueva imagen de Movistar, caracterizada por un diseño que evocaba el cielo y las nubes y acompañada del eslogan "Compartida, la vida es más".
En noviembre de 2011, Movistar implementó la tecnología 4G y la Portabilidad Numérica para todos sus clientes, marcando un avance significativo en el servicio móvil.
El 29 de marzo de 2015, Movistar introdujo la tecnología 4G LTE, desplegando la mayor parte de los sitios LTE tanto en la capital como en el interior del país. La compañía aseguró que no habría cargos adicionales por esta conectividad, siendo suficiente con actualizar la tarjeta SIM y contar con un dispositivo compatible para aprovechar los datos contratados.
El 4 de enero de 2017 se presentó una nueva imagen de Movistar, esta vez en formato 2-D, centrada nuevamente en la letra "M" y retomando los colores verde y azul. Esta versión, lanzada originalmente en España el 1 de diciembre de 2016, fue adoptada en Panamá como el cuarto país, luego de España, Colombia y Uruguay.
En diciembre de 2018, Millicom cerró la adquisición de una participación controladora del 80% en Cable Onda, el mayor proveedor de servicios de telecomunicaciones fijas y de cable de Panamá.
En febrero de 2019, Millicom anunció el pago de US$1,65 mil millones para adquirir activos móviles líderes en Panamá, Costa Rica y Nicaragua, consolidando su posición en el mercado regional.
El 26 de agosto de 2020, la marca pasó a llamarse Tigo Panamá, marcando un nuevo capítulo en la estrategia comercial y tecnológica de la empresa.
Hasta la fecha, Tigo Panamá sigue invirtiendo en la expansión y modernización de su infraestructura, ofreciendo soluciones integrales en telecomunicaciones.
Adicionalmente, ya se implementó Tigo Security, que se ofrece con planes postpago. Tigo Security es una solución de seguridad digital diseñada para proteger a los usuarios en el entorno en línea.

## Tigo Panamá
Luxemburgo, 20 de febrero de 2019: Millicom International Cellular SA ("Millicom" o "la Compañía") anunció hoy que ha celebrado acuerdos con Telefónica SA y algunas de sus filiales ("Telefónica"), para adquirir el capital social completo de Telefónica Móviles Panamá.

### Aspectos destacados de la adquisición
Un operador de telefonía móvil en un mercado de cuatro jugadores.
La red 4G cubre el 90% de la población y más de 1.1 millones de casas con fibra(2025). Ingresos y EBITDA ajustado CAGRs de aproximadamente 4% y 7%, respectivamente, en 2015-2018, en términos de dólares estadounidenses Ingresos de 2018 de $ 223 millones y EBITDA ajustado de $ 90 millones, lo que resulta en un margen cercano al 41% La economía dolarizada y el país con grado de inversión aumentan las fuentes de ingresos en dólares estadounidenses de Millicom.
Millicom construye red móvil cón zona con 5G. Estará en el top of line a nivel mundial y su terminación nos tomará algunos meses. Con ella [tendremos presencia] en todo el territorio panameño, hasta la comarca Guna Yala, anticipó ayer Rodrigo Diehl, gerente de Millicom Tigo Panamá, en un conversatorio con periodistas, con ocasión de la ley de moratoria, que involucra al sector de telecomunicaciones
Millicom Panamá inició la construcción de una red móvil, “desde cero”, y una vez concluida su cobertura abarcaría todo el país. Se estrenaría unos meses después y cumpliría con los estándares de funcionamiento exigidos por la tecnología 5G.
Se trata de una inversión multimillonaria ejecutada cada domingo por un equipo de 250 trabajadores de la compañía, dedicado a articular esta red de última generación. Les ha prestado por un año aquel nombre para “darnos el tiempo suficiente de lanzar nuestra propia marca”.
El 26 de agosto de 2020 pasó a llamarse Tigo Panamá.